# Guillem Mesquida i Munar
Guillem Mesquida i Munar (Palma, 3 d'abril de 1675 - 27 de novembre de 1747) fou un pintor mallorquí, representant del tenebrisme amb els seus efectes de llum d'estil barroc. És el pintor mallorquí més important i internacional del segle xviii. Cultivà principalment el retrat, però també la pintura ornamental i la de composició. Tractà temes religiosos, bíblics i mitològics, i també natures mortes. La seva obra està repartida entre Mallorca, Bolonya, Venècia, Múnic i Colonya.
S'inicià en la pintura a Mallorca, i el 1693 se n'anà a Roma a continuar amb la seva formació, on fou deixeble de Carlo Maratta i Benedetto Lutti. El 1698 es traslladà a Venècia, on es formà en l'escola veneciana. El 1700 emprengué un viatge d'un any i mig a Bolonya amb la intenció de conèixer l'escola bolonyesa. El 1710 tornà temporalment a Mallorca, on havia arribat la seva fama de retratista i pintor de renom. Només hi va romandre fins a final de 1712, però tengué temps per realitzar 58 obres, encarregades pels Bergues, Pueyos, Puigdorfiles, Oleses, Cotoners, Dametos, Suredes i Ferrandells. Altra vegada a Venècia, contragué matrimoni amb Isabella Massoni. El 1723 acceptà la invitació de l'elector Maximilià de Baviera i es traslladà a la seva cort a Múnic com a pintor de cambra. A la mort de Maximilià tres anys més tard treballà pel seu fill Climent August en la decoració dels seus palaus a Brühl i Colonya.
El 1737 s'enfrontà amb el col·legi de pintors de Colonya, i decidí tornar a Mallorca. El 1739 instal·là el seu obrador a la seva casa pairal, Can Mesquida. Aquesta segona etapa a Mallorca fou molt prolífica, i la major part d'obres que se'n conserven a Mallorca són d'aquest període. A la seva mort fou declarat fill il·lustre de Palma. Més tard li fou dedicat també un carrer i la sala d'exposicions del palau del Consell, inaugurada el 1990. El 1976 l'Ajuntament commemorà el tercer centenari del naixement amb una exposició a Can Solleric.